# Поліцько (Любуське воєводство)
Поліцько (пол. Policko, нім. Politzig) — село в Польщі, у гміні Пщев Мендзижецького повіту Любуського воєводства.
Населення — 344 особи (2011).
У 1975-1998 роках село належало до Гожовського воєводства.

## Демографія
Демографічна структура станом на 31 березня 2011 року:
|          | Загалом | Допрацездатний вік | Працездатний вік | Постпрацездатний вік |
| -------- | ------- | ------------------ | ---------------- | -------------------- |
| Чоловіки | 170     | 42                 | 118              | 10                   |
| Жінки    | 174     | 38                 | 109              | 27                   |
| Разом    | 344     | 80                 | 227              | 37                   |